# محمد تيسير عريقات
ولد محمد عريقات في الأردن عام 1983، وهو شاعر فلسطيني يقيم بالأردن، ينشر نتاجاته الأدبية بشكل مستمر في الدوريات العربية المحكمة.

## نتاجه الأدبي
-	يعمل مسؤول تطوير النصوص في المركز العربي للإنتاج الإعلامي.
-	شارك في العديد من الأمسيات والمهرجانات الشعرية.
-	حاصل على العديد من الدروع وشهادات التقدير من عدة هيئات ثقافية.
-	مجموعته الأولى «هروبًا من الشعر» وزارة الثقافة / دار أزمنة للنشر والتوزيع 2006.
-	«حين أمسك بالفرح» دار فضاءات للنشر والتوزيع 2008.
-	«أرملُ السَّكينةِ» المركز القومي للدراسات والتوثيق في فلسطين 2010، وستصدر بطبعة ثانية من بيروت خلال الأشهر القادمة.

## جوائز أدبية
حصل مؤخرا على المرتبة الأولى في جائزة محمود درويش للشعراء الفلسطينيين لأفضل مجموعة شعرية عربيًا، وذلك ضمن احتفال القدس عاصمة الثقافة العربية 2009، وشبكة الكتاب الفلسطينيين، عن مجموعته «أرمل السّكينة».
-	نال جائزة وزارة الثقافة للإبداع الشبابي 2004.

## وصلات خارجية
محمد عريقات يفوز في المركز الأول في جائزة محمود درويش للشعراء الفلسطينيين - موقع ألف تودي

محمد عريقات... أرمل السكينة

أرمل السكينة جديد الشاعر محمد عريقات